# Penny Arcade
«Penny Arcade» — веб-комикс, основной тематикой которого является культура и мир компьютерных игр. Сюжетом игры занимается Джерри Холкинс, а иллюстрирует Майк Крахулик. Комикс дебютировал в 1998 году на сайте loonygames.com. Позднее они создали собственный сайт, на котором выходят новые комиксы каждый понедельник, среду и пятницу. Комиксы сопровождаются регулярными блогами, публикуемыми на сайте.
Penny Arcade является одним из наиболее популярных и продолжительных веб-комиксов из ныне публикуемых, имея около 3,5 млн читателей в 2010 году. Холкинс и Крахулик занимаются комиксом в свободное от остальной работы время. По мотивам комиксам была создана игровая выставка Penny Arcade Expo, а также эпизодическая игра Penny Arcade Adventures: On the Rain-Slick Precipice of Darkness.